# 1962-es labdarúgó-világbajnokság-selejtező (UEFA – 8. csoport)
Az 1962-es labdarúgó-világbajnokság európai 8. selejtezőcsoportjának mérkőzéseit, és a csoport végeredményét tartalmazó lapja. A csoportban körmérkőzéses, oda-visszavágós rendszerben játszottak egymással a labdarúgó-válogatottak. A selejtezőket 1961. május 3. és 1961. november 29. között rendezték. A csoport győztese automatikus résztvevője lett az 1962-es labdarúgó-világbajnokságnak.
A csoportban Csehszlovákia, Írország és Skócia szerepelt. Csehszlovákia és Skócia azonos pontszámmal és gólaránnyal zárta a selejtezőket és semleges helyszínen egy mindent eldöntő harmadik mérkőzésre került sor kettejük között.
Csehszlovákia jutott ki az 1962-es világbajnokságra.

## Tabella
| Hely. | Csapat        | M | Gy | D | V | G+ | G– | Gk  | P | Továbbjutás  |  | Csehszlovákia | Skócia | Írország |
| ----- | ------------- | - | -- | - | - | -- | -- | --- | - | ------------ |  | ------------- | ------ | -------- |
| 1.    | Csehszlovákia | 4 | 3  | 0 | 1 | 16 | 5  | +11 | 6 | Pótselejtező |  | —             | 4–0    | 7–1      |
| 2.    | Skócia        | 4 | 3  | 0 | 1 | 10 | 7  | +3  | 6 | Pótselejtező |  | 3–2           | —      | 4–1      |
| 3.    | Írország      | 4 | 0  | 0 | 4 | 3  | 17 | −14 | 0 |              |  | 1–3           | 0–3    | —        |

## Mérkőzések
| 1961. május 3. |

| Skócia             | 4–1         | Írország    |
| ------------------ | ----------- | ----------- |
| Brand 14' Herd 59' | Jegyzőkönyv | Haverty 52' |

| Hampden Park, Glasgow Nézőszám: 46 696 Játékvezető: Maurice Guigue (francia) |

| 1961. május 7. |

| Írország | 0–3         | Skócia             |
| -------- | ----------- | ------------------ |
|          | Jegyzőkönyv | Young 4' Brand 86' |

| Dalymount Park, Dublin Nézőszám: 45 000 Játékvezető: Gaston Grandain (belga) |

| 1961. május 14. |

| Csehszlovákia                                   | 4–0         | Skócia |
| ----------------------------------------------- | ----------- | ------ |
| Pospíchal 8' Kadraba 40' Kvašňák 15' (11-esből) | Jegyzőkönyv |        |

| Tehelné pole, Pozsony Nézőszám: 50 000 Játékvezető: Erich Steiner (osztrák) |

| 1961. szeptember 29. |

| Skócia               | 3–2         | Csehszlovákia          |
| -------------------- | ----------- | ---------------------- |
| Law 62' St. John 20' | Jegyzőkönyv | Kvašňák 6' Scherer 51' |

| Hampden Park, Glasgow Nézőszám: 51 590 Játékvezető: Leif Gulliksen (norvég) |

| 1961. október 8. |

| Írország  | 1–3         | Csehszlovákia          |
| --------- | ----------- | ---------------------- |
| Giles 41' | Jegyzőkönyv | Scherer 2' Kvašňák 61' |

| Dalymount Park, Dublin Nézőszám: 40 000 Játékvezető: Arthur Holland (angol) |

| 1961. október 29. |

| Csehszlovákia                                                 | 7–1         | Írország    |
| ------------------------------------------------------------- | ----------- | ----------- |
| Kvašňák 9' Scherer 24' Jelínek 31' Masopust 62' Pospíchal 58' | Jegyzőkönyv | Fogarty 57' |

| Strahov Stadion, Prága Nézőszám: 30 000 Játékvezető: Bengt Lundell (svéd) |

Csehszlovákia és Skócia azonos pontszámmal és gólaránnyal zárta a selejtezőket és semleges helyszínen egy mindent eldöntő harmadik mérkőzésre került sor kettejük között.
| 1961. november 29. |

| Csehszlovákia                                     | 4 – 2 (h. u.) | Skócia       |
| ------------------------------------------------- | ------------- | ------------ |
| Hledík 70' Scherer 84' Pospíchal 95' Kvašňák 101' | Jegyzőkönyv   | St. John 38' |

| Heysel Stadion, Brüsszel Nézőszám: 6000 Játékvezető: Gérard Versyp (belga) |